# Hans-Joachim Böhme (Parteifunktionär)

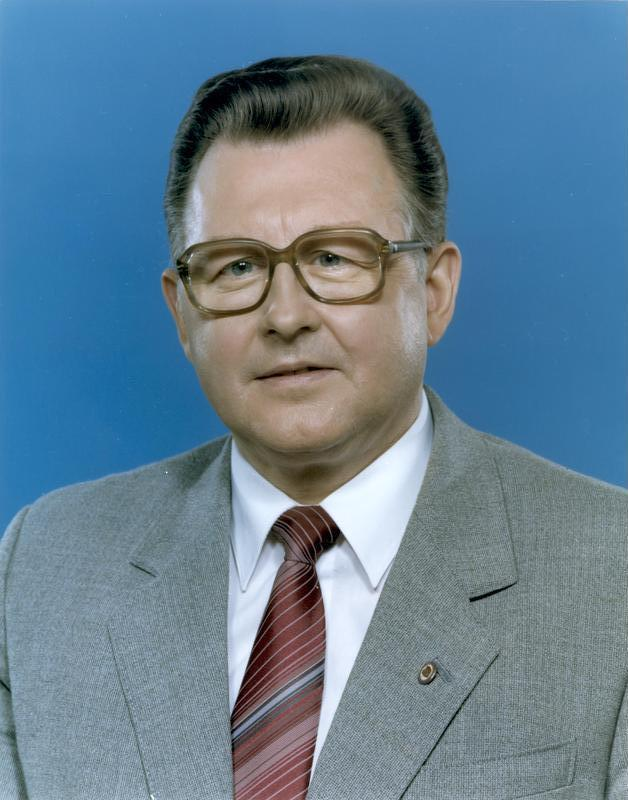
Hans-Joachim Böhme (1986)

Hans-Joachim Böhme (* 29. Dezember 1929 in Bernburg (Saale); † 4. September 2012) war ein hochrangiger SED-Funktionär der DDR, unter anderem Mitglied des Politbüros.

## Leben
Böhme war bis 1955 Funktionär der SED zunächst auf Kreisebene (Kreis Bernburg), später im Bezirk Halle (Saale). 1955–1958 absolvierte er ein Studium an der Parteihochschule „Karl Marx“ mit Abschluss als Diplom-Gesellschaftswissenschaftler. Danach war er bis 1963 Sekretär der SED-Kreisleitung Weißenfels und danach bei der SED-Bezirksleitung Halle in verschiedenen Positionen (seit 1981 in Nachfolge von Werner Felfe als erster Sekretär) tätig.
1967 erfolgte seine Promotion an der Universität Halle mit der Arbeit Zur politischen Bewußtseinsbildung im Sozialismus – Probleme der politischen Bewußtseinsbildung in der Periode des umfassenden Aufbaus des Sozialismus in der DDR und ihrer Leitung durch die marxistisch-leninistische Partei, dargestellt an der Tätigkeit der Bezirksleitung Halle der SED.
1981 bis 1989 war Böhme Mitglied des Zentralkomitees der SED und Abgeordneter der Volkskammer, seit 1986 außerdem Mitglied des Politbüros des ZK der SED.
Böhme erhielt 1969 und 1980 den Vaterländischen Verdienstorden, 1974 den Orden Banner der Arbeit und 1984 den Karl-Marx-Orden.
Am 9. November 1989 wählte ihn die Hallenser SED als Bezirkschef ab und sprach sich stattdessen für Roland Claus als seinen Nachfolger aus. Am 20. Januar 1990 wurde Böhme aus der SED ausgeschlossen. Zuletzt lebte er als Rentner in Halle-Neustadt.

## Verurteilung wegen Beihilfe zum Mord
Hans-Joachim Böhme wurde am 6. August 2004 vom Berliner Landgericht zusammen mit Siegfried Lorenz wegen Beihilfe zum Mord durch Unterlassen wegen des Schießbefehls und der Todesopfer an der Berliner Mauer zu 15 Monaten Haft auf Bewährung verurteilt.